# Leše, Litija
Leše este o localitate din comuna Litija, Slovenia.